# Сикашта
Сикашта́, Сикашты́ (баш. Һикәште) — река в России, протекает по Гафурийскому району Башкортостане. Устье реки находится в 24 км от устья Мендима по правому берегу. Длина реки составляет 12 км.

## Данные водного реестра
По данным государственного водного реестра России относится к Камскому бассейновому округу, водохозяйственный участок реки — Белая от города Стерлитамак до водомерного поста у села Охлебино, без реки Сим, речной подбассейн реки — Белая. Речной бассейн реки — Кама.
Код объекта в государственном водном реестре — 10010200712111100018937.